# Алёшино (Красноярский край)
Алёшино — деревня в Канском районе Красноярского края. Входит в состав Краснокурышинского сельсовета.

## Население
| 2010 |
| ---- |
| 2    |